# Charles Herbert Allen
Charles Herbert Allen (ur. 1848, zm. 1934) – amerykański polityk, w latach 1900–1901 gubernator Portoryko, znajdującego się wówczas pod administracją kolonialną Stanów Zjednoczonych.

## Życiorys
Urodził się w 1848 roku.
Sprawował urząd gubernatora Portoryko od 1 maja 1900, kiedy to zastąpił na stanowisku George Whitefield Davis, przez szesnaście miesięcy do 15 września 1901. Jego następcą został William Henry Hunt.
Zmarł w 1934 roku.